# Никифорова, Нюргуяна Владимировна
Нюргуяна Владимировна Никифорова (род. 28 марта 1996 года, Якутия) — российский тренер по дзюдо, чемпионка России 2019 года. Чёрный пояс по дзюдо. Мастер спорта.

## Биография
Родилась Нюргуяна в Мирнинском улусе Республики Якутия, Россия. Начала заниматься дзюдо с 13 лет в Якутии. Ее первым тренером был Валерий Герасимов.

## Спортивная карьера

### Нюргуяна как спортсмен
Первые победы для Никифоровой пришли в 2012 году, когда она стала второй на играх среди юношей "Дети Азии" в весе до 63 кг. В феврале 2013 стала вице-чемпионкой страны среди кадетов в весовой категории до 63 кг. В апреле 2013 заняла второе место на кубке Европы среди кадетов в Твери (Россия). В конце 2013 года выступила на XV Всемирной гимназиаде в Бразилии, где сумела добыть серебряную медаль. В марте 2015 года стала вице-чемпионкой России среди юниоров в весе до 70 кг. В мае 2015 года финишировала на пятом месте на кубке Европы среди юниоров в Каунасе (Литва). В марте 2016 года она добилась успеха на первенстве России среди юниоров в Ростове-на-Дону, взяв золотую медаль. Весной 2017 года стала победительницей первенства России среди спортсменок до 23 лет в Кемерово. В июле 2017 года добыла бронзу на взрослом кубке Европы Саарбрюккене (Германия). В ноябре 2017 приняла участие на первенстве Европы до 23 лет в Подгорице (Черногория), но не добилась успеха. В январе 2018 года выступила на гран-при Тунис, но так же осталась без медали. В марте 2018 года во второй раз стала победительницей первенства России до 23 лет в Смоленске и была участницей международной серии "Большой шлем" в Екатеринбурге. В апреле 2019 года пришла третьей на гран-при Анталья (Турция), где она выиграла израильтянку Ярден Майерсон в схватке за бронзовую медаль. В мае 2019 года участвовала на гран-при Хух-Хото в Монголии. В июле 2019 года выступила на гран-при Будапешт в Венгрии, выиграв в первом круге монголку Ерденет-Од Батбаяер Никифорова уступила в следующем круге представительнице Португалии Патрисит Сампайо. В сентябре 2019 года впервые стала чемпионкой России среди взрослых в Ингушетии. В феврале 2020 года пришла второй на открытом кубке Европы в Одивелаше (Португалия). C марта по май 2021 года участвовала на турнирах "Большого Шлема" в Ташкенте, Анталии и Казани. В июне 2021 года была участницей взрослого чемпионата мира в Будапеште. 

### Нюргуяна как тренер
Нюргуяна начала тренировать дзюдоистов сразу же после завершение карьеры в 2022 году. Он тренирует воспитанников якутской школы дзюдо в ГАУ СШОР по "самбо и дзюдо" на баз спортивного клуба "Родина" в городе Екатеринбург.
Известные ученики
- Аина Моисеева (чемпионка России 2023)
- Надежда Татарченко (бронза России 2023)
- Карина Ефимова (Чемпионка России 2024)
- Полина Иудина (Первенство России среди юниоров 2022)
- Сайыына Петрова (Первенство России среди юниоров 2022, 2-е место)
- Ольга Лехота (Чемпионат России 2023, 5-е место)
- Артур Ефимов (кубок Губернатора Челябинской области, 3-е место)[7]

## Спортивные достижения
- 2015 Первенство России среди юниоров — ;
- 2016 Первенство России среди юниоров — ;
- 2017, 2018 Первенство России до 23 лет — ;
- 2017 Кубок Европы (Германия) — ;
- 2019 Гран-при (Турция) —
- 2019 Чемпионат России — ;

## Личная информация
Нюргуяна имеет степень магистра Северо-Восточного федерального университета им. М. К. Аммосова, живет и работает тренером в Екатеринбурге.